# 蘇萊曼山脈
30°30′N 70°10′E / 30.500°N 70.167°E

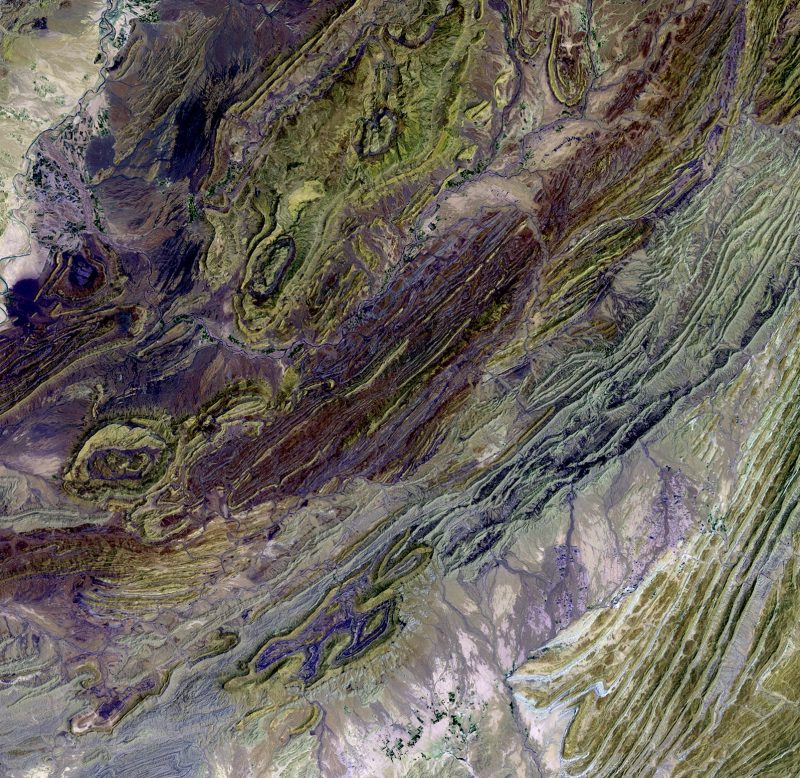

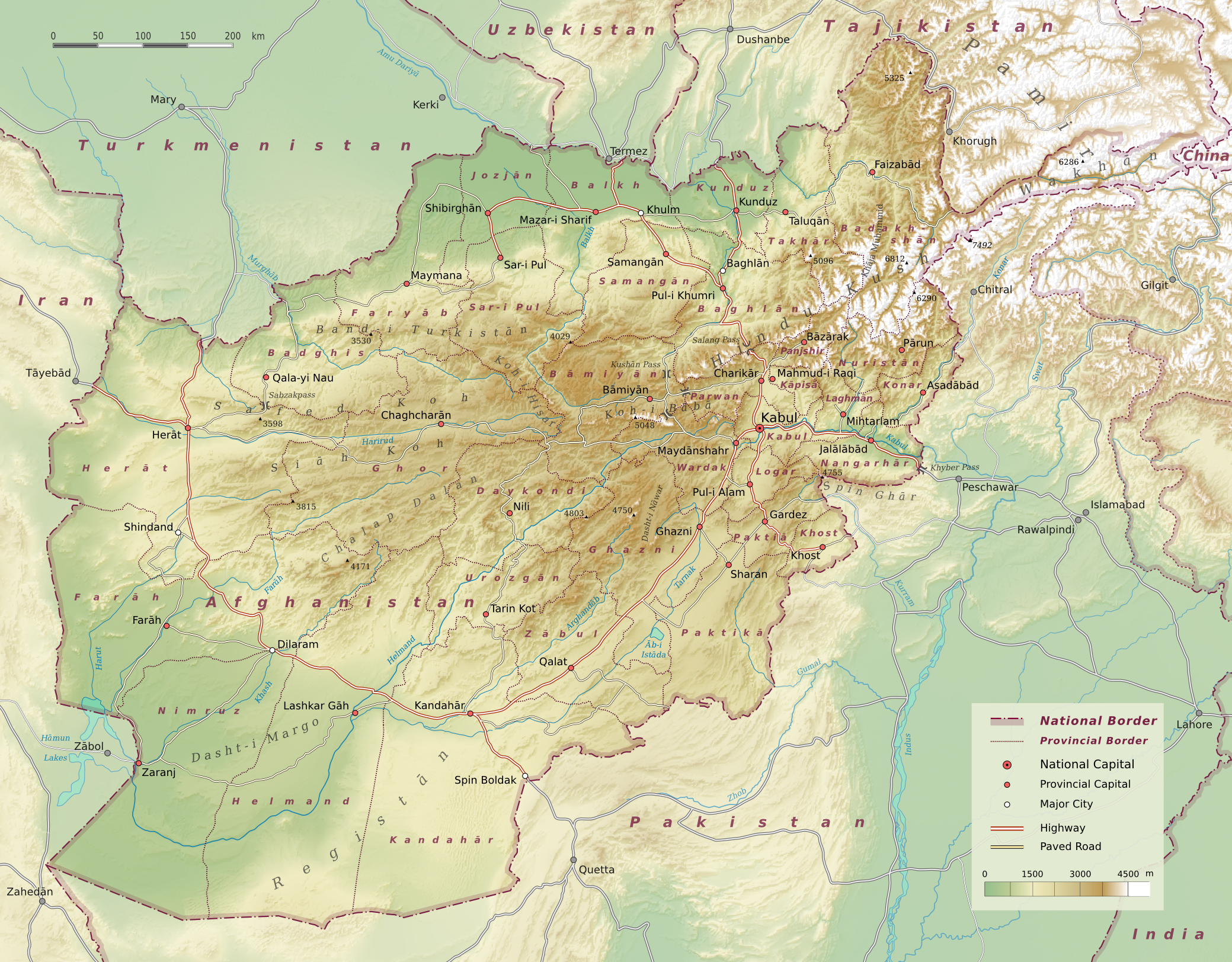

蘇萊曼山脈是南亞的山脈，位於阿富汗和巴基斯坦，該地區超過一半面積海拔高度2,000米以上，最高點海拔高度3,487米，南坡植被稀疏。

## 外部連結
- NASA Earth Observatory page
- Sulaiman Range at multimap